# Камара, Ямусса
Ямусса Камара (англ. Yamoussa Camara; род. 26 апреля 2000, Боке) — гвинейский футболист, полузащитник клуба «Сморгонь».

## Карьера

### «Сморгонь»
Воспитанник футбольной академии гвинейского клуба «Сент-Мари Диксинн». Первым тренером футболиста был Сулейман Абеди. В марте 2021 года футболист присоединился к брестскому «Руху», откуда сразу же на правах арендного соглашения отправился в «Сморгонь». Дебютировал за клуб футболист 13 марта 2022 года в матче против «Энергетика-БГУ», выйдя на поле в стартовом составе. Первым результативным действием за клуб футболист отличился 17 июля 2021 года в матче против «Энергетика-БГУ», отдав голевую передачу. На протяжении сезона футболист был одним из ключевых игроков клуба, отличившись 4 результативными передачами. По итогу сезона футболист вместе с клубом завершил чемпионат на итоговом предпоследнем месте, вылетев в Первую лигу. По окончании срока арендного соглашения футболист покинул сморгонский клуб.

### БАТЭ
В январе 2022 года футболист на правах арендного соглашения присоединился к борисовскому  БАТЭ до конца сезона. Новый сезон футболист начал 5 марта 2022 года с победы за Суперкубок Белоруссии, где победили солигорский «Шахтёр», однако сам футболист остался на скамейке запасных. Дебютировал за клуб футболист 9 марта 2022 года в четвертьфинальном матче Кубка Белоруссии против жодинского «Торпедо-БелАЗ», выйдя на поле в стартовом составе. Первый матч в чемпионате за борисовский клуб футболист сыграл 22 апреля 2022 года против «Гомеля», выйдя на замену на 92 минуте. Вместе с клубом футболист стал серебряным призёром Кубка Белоруссии, где в финале 21 мая 2022 года уступили «Гомелю», однако сам футболист на поле так и не вышел. Однако закрепиться в основной команде борисовского клуба у футболиста так и не вышло, с которым в июне 2022 года был расторгнут контракт.

### «Ислочь»
В июле 2022 года футболист находился в распоряжении дзержинского «Арсенала», в котором проходил просмотр, однако не подошёл и в скором времени покинул клуб. В августе 2022 года футболист на правах свободного агента присоединился к «Ислочи», с которой подписал однолетний контракт. Дебютировал за клуб футболист 21 августа 2022 года в матче против солигорского «Шахтёра», выйдя на замену на 70 минуте. На протяжении сезона футболист выступал за клуб в роли одного из основных игроков, чередуя матчи в стартовом составе и со скамейки запасных, однако результативными действиями не отличился. По итогу сезона футболист вместе с клубом завершил чемпионат на итоговом пятом месте. В феврале 2023 года футболист покинул клуб, расторгнув контракт со соглашению сторон.

### «Энергетик-БГУ»
В январе 2023 года футболист прибыл на просмотр в столичный «Энергетик-БГУ». В марте 2023 года футболист на правах свободного агента официально присоединился к клубу. Дебютировал за клуб футболист 19 марта 2023 года в матче против «Слуцка», выйдя на поле в стартовом составе. Дебютный матч футболиста в составе клуба запомнился грубой игрой, в следствии чего удже на 40 минуте гвинеец получил повторное предупреждение и покинул поле. После данного матча футболист выбыл из распоряжения клуба. В апреле 2023 года появилась информация, что футболист покинул клуб, расторгнув контракт по соглашению сторон.

### «Сморгонь»
В апреле 2023 года футболист на правах свободного агента вернулся в «Сморгони», где первоначально стал выступать за дублирующий состав, однако быстро был заявлен в основную команду. Первый матч за клуб футболист сыграл 14 апреля 2023 года против мозырской «Славии», выйдя на поле в стартовом составе. Первым результативным действием за клуб футболист отличился 7 мая 2023 года в матче против новополоцкого «Нафтана», отдав голевую передачу. На протяжении сезона футболист выступал за клуб в роли одного из основных игроков, отличившись 3 результативными передачами. По итогу сезона футболист вместе с клубом смог сохранить прописку в Высшей лиге.
Новый сезон за клуб футболист начал 16 марта 2024 года с матча против минского «Динамо», выйдя на поле в стартовом составе. Первым результативным действием за клуб в сезоне футболист отличился 5 апреля 2024 года в матче против столичного «Минска», отдав голевую передачу.

## Достижения
БАТЭ
- Обладатель Суперкубка Белоруссии: 2022